# Calliopsis callosa
Calliopsis callosa är en biart som först beskrevs av Timberlake 1952.  Calliopsis callosa ingår i släktet Calliopsis och familjen grävbin. Inga underarter finns listade.